# LIV-Charakterisierung
Die LIV-Charakterisierung ist eine optisch-elektrische Messtechnik von Laserdioden. Die Bezeichnung LIV leitet sich von den gebräuchlichen englischen Symbolen dieser Parametern ab, dabei steht L für Licht, I für den elektrischen Strom und V für die elektrische Spannung.
Die Technik wird bei der Entwicklung und Herstellung von Laserdioden eingesetzt, um die charakteristischen Kennlinien zu vermessen. Diese sind die optische Leistung und der Spannungsabfall über die Diode in Abhängigkeit vom Stromfluss durch die Diode. Durch eine LIV-Messung kann daher die Qualität einer Diode ermittelt werden.

## Einsatzbereiche
Im Fall, dass die Ware in Ordnung ist, werden die LIV-Messdaten üblicherweise archiviert und als Testbericht mit dem Laser geliefert. Entsprechend gibt es verschiedene Phasen der Laserproduktion, in denen eine LIV-Messung sinnvoll ist. Eine Darstellung der Arbeitsschritte in der Herstellung von Hochleistungsdiodenlaser (HPDL) ist in der folgenden Abbildung zu sehen.

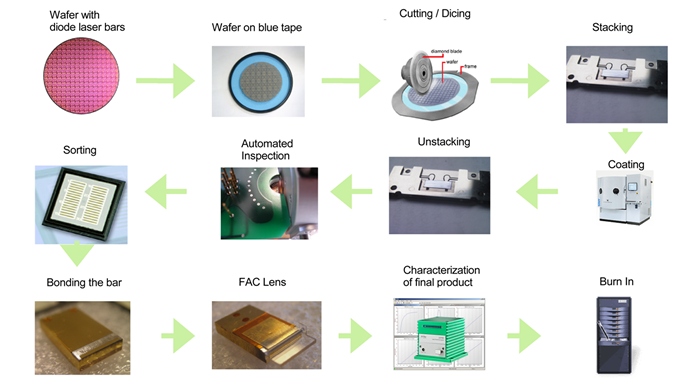
Prozesskette für die Herstellung von HPDL

Die erste Möglichkeit, die Leistung der Laserchips zu messen, besteht, nachdem die Wafer in Barren geschnitten und die Endfacetten beschichtet wurden. An dieser Stelle werden LIV-Kurven aufgenommen, um defekte Laserchips vor der Endmontage auszusortieren. Das spart Zeit und Geld bei der Herstellung des Endprodukts, da die weiteren Schritte sehr aufwendig und kostspielig sind. Am Ende der Prozesskette vor und nach den „Burn-ins“ werden die Laserdioden nochmals mit einem LIV-Prüfsystem charakterisiert.
Entsprechend den unterschiedlichen Beschaffenheiten der Laser in diesen zwei Produktionsstadien werden unterschiedliche Bedingungen für die LIV-Messung angewandt. Während die Laser noch als nackte Chips oder Barren vorliegen, haben sie noch keine geeignete Möglichkeit, Betriebswärme abzugeben. Somit muss die Bestromung des Lasers in sehr kurzen Pulsen stattfinden, um eine unsachgemäße thermische Belastung des Lasers zu vermeiden. Diese Anforderung bedeutet in der Regel, dass die Strompulse eine Dauer von wenigen Mikrosekunden bis unter 1 µs haben müssen. Um genaue Messergebnisse zu bekommen und um die Laserdioden nicht falsch zu belasten, müssen diese Strompulse sauber, rechteckig und ohne Überschwinger sein.

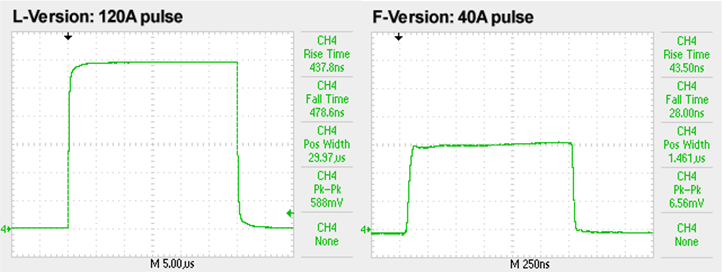
Strompulse (30 µs/120 A; 1,5 µs/40 A)

Am Ende der Fertigungskette sind die Laserchips (oder Barren) thermisch gut leitend auf Wärmesenken montiert. In diesem Zustand kann die LIV-Prüfung mit langen Pulsen (QCW = quasi continuous wave) oder Dauerstrom (CW = continuous wave) durchgeführt werden.

## Messvorgang
Der Vorgang zur Messung der LIV-Kennlinien einer Laserdiode besteht aus der Bestromung des Lasers mit steigendem Strom und der Messung der optischen Leistung des Lasers sowie des Spannungsabfalls über den Laser in Abhängigkeit vom Strom. Je nachdem, ob Chip (oder Barren) oder ein fertig montierter Laser gemessen wird, kann der Strom pulsförmig oder dauerhaft (CW) geleitet werden.

Stromverlauf, gepulst

Stromverlauf, CW

Bei jeder Einstellung des Stroms wird nun die optische Leistung aus dem Laser sowie die Spannung über den Laser gemessen und gespeichert. Am Ende der Messung werden diese Werte in Graphen (Kennlinien) dargestellt und ausgewertet. Beispiele dieser Kennlinien sind hier abgebildet.

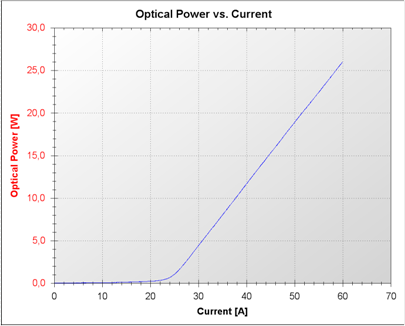
Optische Leistung in Abhängigkeit von Strom
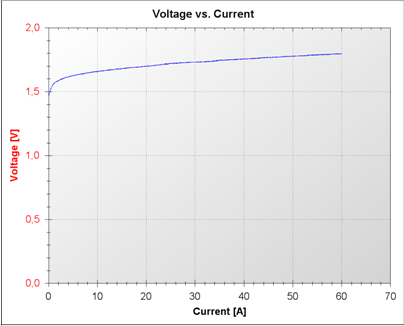
Spannung in Abhängigkeit von Strom

## Gerätetechnik
Aus der Beschreibung des Messvorgangs ist ersichtlich, dass die Messung eine synchronisierte Aufnahme von Messwerten benötigt. Es sind somit folgende fernsteuerbare bzw. kommunizierende Geräte nötig:
- steuerbare Stromquelle
- optischer Leistungsmesser
- Strom- und Spannungsmessgeräte
- ggf. Spektrometer

Meistens ist eine thermostatierte Wärmesenke oder ein Thermostat erforderlich, da die Kennwerte temperaturabhängig sind
Da die Daten gespeichert und die Parameter gesteuert werden müssen, ist eine Schnittstelle für den PC-Betrieb sehr nützlich. Es gibt Anbieter von verschiedenen Geräten für diese unterschiedlichen Messaufgaben. Manche Anbieter spezialisieren sich auch auf diesem Gebiet und bieten integrierte Systeme, die die verschiedene Hardwarekomponenten in wenigen oder in einem Gerät vereinen.

## Auswertung
Aus diesen Kennlinien kann man erkennen, dass der gemessene Laser ordnungsgemäß funktioniert. Die optische Leistung ist minimal bis zu einem gewissen Strom, genannt Schwellstrom. Oberhalb des Schwellstroms steigt die optische Leistung stark an. Dieser Anstieg ist in der Regel sehr linear. Entsprechend ist es üblich, diese Kennlinie mit zwei Parametern zu kennzeichnen: den Schwellstrom und den Leistungsanstieg pro Ampere zusätzlichen Strom im linearen Bereich – die sogenannte „Steigungseffizienz“. Anhand dieser zwei Kennparameter kann der Laser für gut oder schlecht befunden werden. Zudem sollte die Leistungskurve am oberen Ende nicht abknicken oder sonst im linearen Bereich merkliche Steigungsänderungen aufweisen (sogenannte „Kinks“). Ein Abknicken der Leistungskurve ist ein Hinweis auf übermäßiger thermischer Belastung des Lasers. „Kinks“ dagegen weisen auf Fehlstellen im Kristallstruktur hin und können ein vorzeitiger Ausfall des Lasers vorhersagen. Diese zwei Fehleigenschaften lassen sich am einfachsten erkennen, wenn man die erste Ableitung der optischen Leistung in Abhängigkeit vom Strom betrachtet.

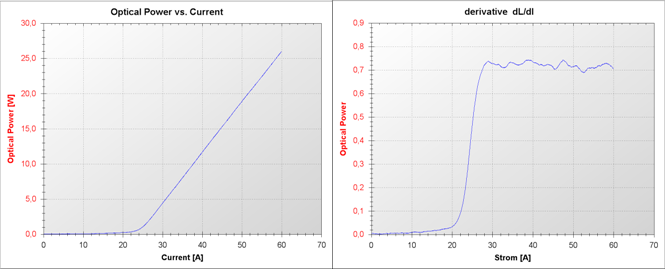
Leistung und Ableitung eines guten Lasers

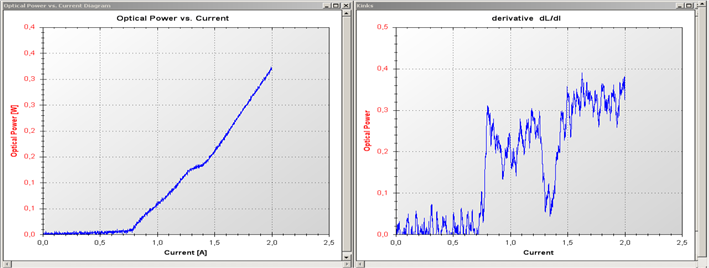
Leistung und Ableitung eines defekten Lasers

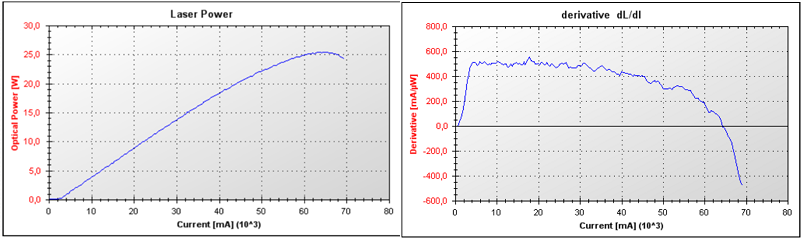
Leistung und Ableitung eines thermisch überbelasteten Lasers

Die Spannungskurve sollte bei einem gewissen Wert anfangen (Leerlaufspannung) und gleichmäßig aber nicht linear mit dem Strom ansteigen. Aus der letzten – fast geraden – Portion der Spannungskurve kann man den seriellen Widerstand des Lasers gemäß {\displaystyle R=V/I} ableiten.
Zusätzlich zu der Aufnahme der Messdaten für Leistung, Strom und Spannung kann es sinnvoll sein, das optische Spektrum gleichzeitig zu messen. Mit geeigneter Hardware ist dies möglich und spart kostbare Prüfzeit.